# Rami Abu Salah
Rami T. M. AbuSalah (25 de enero de 1988) es un poeta palestino, compositor, actor y traductor, nació en Jenin en 1988. Rami habla fluidamente tres idiomas árabe, incluyendo Inglés, español y hebreo.
- Estudió primaria en la escuela Yabad , graduándose con honores. Se trasladó al colegio Izz Eddin Al-Qassam para completar su educación secundaria. Rami terminó su educación secundaria con excelencia. En la escuela Yabad, Rami comenzó su participación en la poesía, esto fue a través de participaciones de la escuela, específicamente en la radio matutina y eventos escolares literarios. Así comenzó a establecer su audiencia entre los amigos de la escuela y las personas de su pueblo natal.[2]

- después de la graduación de la escuela secundaria, se mudó a Nablus, donde vivió cinco años, para completar su educación universitaria. En mayo de 2011 Rami recibió la Licenciatura en Ciencias - An-Najah National University en Ciencias de labotorista Médico.[1]

- Escribió muchos poemas, artículos, canciones e investigaciones.[3]

- Trabajó en los campos de la enseñanza de idiomas y la traducción a más de dos idiomas. Además, es un editor , escritor y periodista independiente.[4]

- Trabajó en los campos del teatro y el desarrollo de la danza expresiva. [cita requerida]

- Trabaja en el campo de la educación, el periodismo y la traducción a más de dos idiomas [cita requerida]. Ha participado en una serie de veladas literarias, poesía, arte y estableció una serie de sitios literarios árabes en Internet. [cita requerida]

## Premios
- El Dr. Lutfi Zaghloul lo ha llamado como el poeta de la sensibilidad en un programa de Sama radio Nablús de 2007. [cita requerida]
- Ayman al-Qaisi lo llamó el príncipe de la literatura palestina en uno de sus artículos.[5]
- Es el representante de Palestina en un concurso lanzado por Al-Waha el canal de televisión en diciembre de 2011. [cita requerida]

## Rami y la poesía
Comenzó a escribir poemas a una edad temprana, cuando tenía once años, y estudió mucho sobre la literatura árabe, entonces comenzó a traducir sus poemas al Inglés. Ha ganado numerosos premios literarios en Palestina, incluyendo el título del mejor poeta palestino en 2006 en un concurso literario desarrollado en Belén.

## Su trabajo
- Miembro del Centro de los Derechos Humanos e Internacional Árabe-Europeo. Noruega.[6]
- Miembro del UNIEM - de Estados Unidos de América, registradas bajo su número de miembro 21.912. [cita requerida]
- Presidente del Comité Cultural de la Juventud Sociedad Thaber - Yabad / Palestina.[7]
- Editor de la Revista Thaber. [cita requerida]
- Editor y administrador de la web de Internet "Foro árabe de Literatura". [cita requerida]
- Editor de (I7sas Net Media).
- Profesor de idiomas en el Teatro de la libertad - Yenín. [cita requerida]
- En junio de 2014 se inició en Amán - Jordania, actividades como empresario y actividades de inversión. [cita requerida]